# Solbergasjön, Västergötland
Solbergasjön är en sjö i Ulricehamns kommun i Västergötland och ingår i Viskans huvudavrinningsområde. Sjön är 4,9 meter djup, har en yta på 0,026 kvadratkilometer och befinner sig 171 meter över havet. Sjöns utflöde i söder rinner mot Tåsjön.

## Galleri

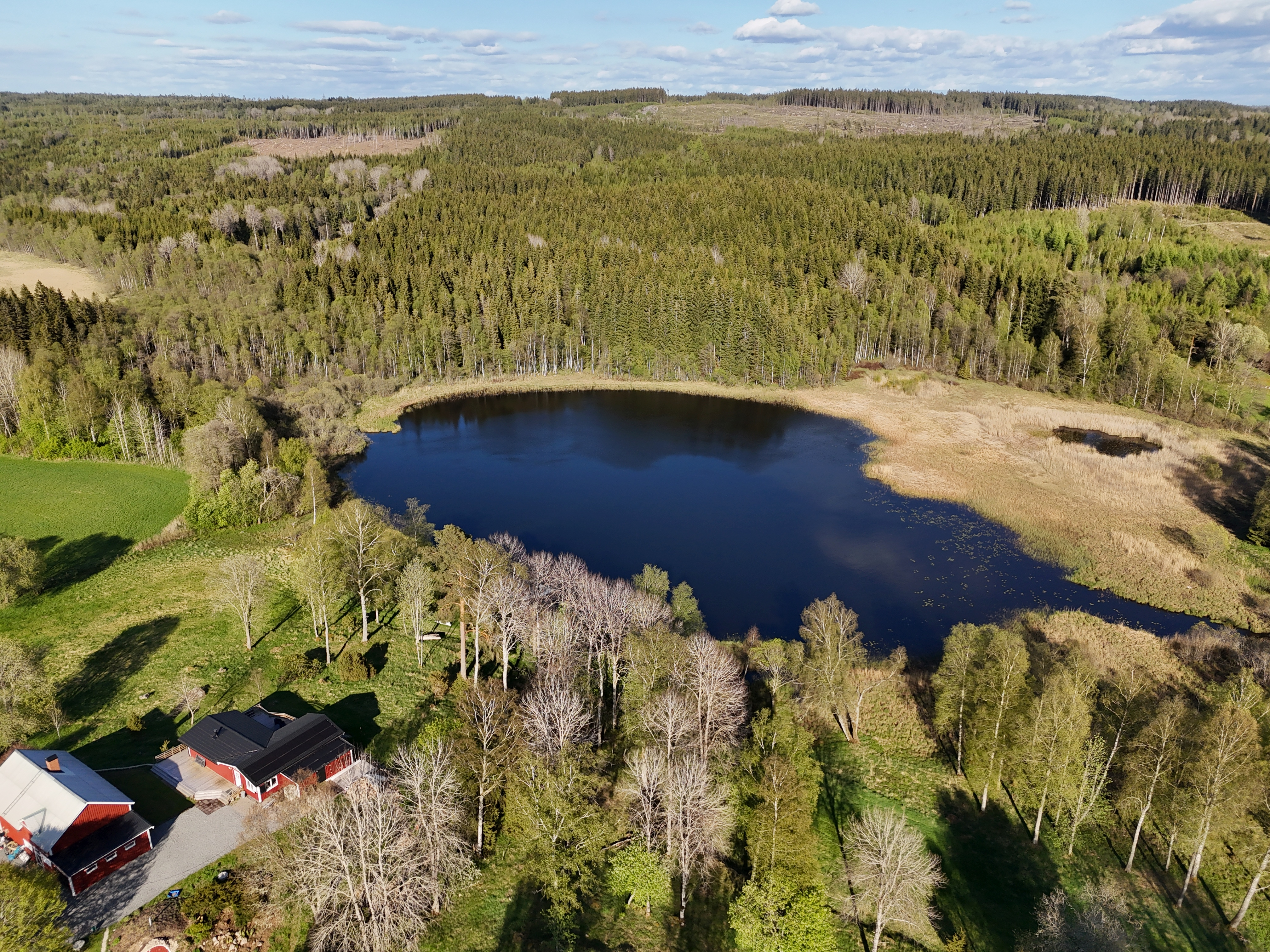
Översiktsbild med Enehagen till vänster.